# Organisation juridictionnelle aux États-Unis
Aux États-Unis, il existe une organisation juridictionnelle propre à chaque État ainsi qu'une juridiction fédérale gérée par le gouvernement fédéral.
De manière générale, toutes les organisations juridictionnelles suivent un schéma de cours de première instance dont les décisions sont susceptibles d'appels par des cours d'appels, elles-mêmes susceptibles de recours devant une cour suprême.

## Système judiciaire fédéral
Le système judiciaire fédéral des États-Unis est l'une des trois branches du gouvernement fédéral des États-Unis organisées en vertu de la Constitution des États-Unis et des lois du gouvernement fédéral. L'article III de la Constitution exige la création d'une Cour suprême et permet au Congrès de créer d'autres tribunaux fédéraux et de limiter leur compétence. Les juges fédéraux de l'article III sont nommés par le Président avec le consentement du Sénat pour servir jusqu'à ce qu'ils démissionnent, soient destitués et condamnés, se retirent ou meurent.

« Le pouvoir judiciaire des États-Unis sera confié à une Cour suprême et à telles cours inférieures dont le Congrès pourra périodiquement ordonner l'institution. »

— Section 1 de l'article 3 de la Constitution des États-Unis

## Système judiciaire des États
(mai 2023).
Au niveau de chaque État, la même structure pyramidale existe. Pour les tribunaux locaux à l'échelon des comtés, villes, communes, villages, les magistrats sont des fonctionnaires civils possédant une compétence judiciaire déléguée en vertu du droit local en vigueur.
En général, les tribunaux d'État sont des tribunaux de droit commun et appliquent leurs lois et procédures respectives pour décider des affaires. Ils sont organisés conformément à la loi et l'appliquent conformément à la constitution de leur État, aux lois de l'État et aux décisions exécutoires des tribunaux de la hiérarchie des tribunaux de l'État. Le cas échéant, ils appliquent également le droit fédéral. Les décisions des tribunaux inférieurs peuvent être révisées par une commission d'une cour d'appel d'un État (connue sous le nom de "cour d'appel" dans trois États). En général, il existe une cour suprême de l'État qui supervise le système judiciaire. Dans les questions de droit fédéral, la décision finale d'une cour suprême d'un État (y compris le refus d'entendre les appels finaux) peut faire l'objet d'un appel devant la Cour suprême des États-Unis (qui a également le pouvoir discrétionnaire de refuser de les entendre).
Les méthodes de sélection des juges d'États varient d'État en État et sont souvent différentes au sein d'un même État, selon le type de tribunal. Les systèmes de sélection les plus courants incluent la nomination d'une commission et le vote populaire.
Dans le système de nomination d'une commission, les juges sont nommés par le gouverneur (l'administrateur en chef ou Chief executive de l'État) qui doit faire son choix parmi une liste de candidats sélectionnés par une commission indépendante constituée d'avocats, législateurs, citoyens non spécialistes et parfois juges. Dans de nombreux États, les juges sont sélectionnés par élection populaire. Ces élections peuvent être partisanes ou non, et les candidats à la nomination judiciaire ou de l'élection doivent satisfaire certains critères de qualification, tels qu'être un praticien du droit depuis plusieurs années. À quelques exceptions près, les juges d'État assurent leur fonction durant des mandats à durée spécifique renouvelables. Tous les États possèdent des procédures régissant la conduite, la discipline et la révocation des juges, parfois par vote populaire.
Chaque État possède par ailleurs un procureur général dans la branche exécutive de l'État qui est généralement élu par les citoyens de l'État en question. Il existe aussi des procureurs dans diverses régions de l'État, appelés procureurs d'État ou procureurs régionaux (district attorneys), et ils sont, eux aussi, généralement élus.
Les candidats au poste de juge sont presque toujours des avocats possédant de nombreuses années d'expérience. Il n'existe aucune formation spécifique ni d'examen pour les juges. Certains États exigent que les juges participent à des programmes de formation continue afin de rester au courant des développements survenant dans le domaine juridique.